# Кшенцин (Малопольське воєводство)
Кшенцин (пол. Krzęcin) — село в Польщі, у гміні Скавіна Краківського повіту Малопольського воєводства.
Населення — 1589 осіб (2011).
У 1975-1998 роках село належало до Краківського воєводства.

## Демографія
Демографічна структура станом на 31 березня 2011 року:
|          | Загалом | Допрацездатний вік | Працездатний вік | Постпрацездатний вік |
| -------- | ------- | ------------------ | ---------------- | -------------------- |
| Чоловіки | 794     | 179                | 536              | 79                   |
| Жінки    | 795     | 166                | 493              | 136                  |
| Разом    | 1589    | 345                | 1029             | 215                  |